# Quizil
Quizil ou Kizil (em tuvano e em russo: Кызы́л; romaniz.: Kizil) é uma cidade russa, capital da República de Tuva. O nome da cidade significa “vermelho” em tuvano, assim como em diversas línguas turcas. A cidade tem uma população de 109 918 habitantes (censo russo de 2010). A cidade é servida pelo Aeroporto de Quizil.

## Geografia
Quizil reivindica estar localizada no centro geodésico da Ásia (coordenadas 51° 43′ 11″ N, 94° 26′ 18″ L). Contudo há uma certa polêmica em torno do local onde realmente seria o centro do continente. Todavia, há um monumento denominado “Centro da Ásia”, que garante a honraria para a cidade de Quizil.
Quizil está localizada onde o rio Ienissei encontra o rio Maly Ienissei, formando o Bolshe Ienissei.

## História
Quizil foi fundada em 1914 como Belotsarsk (Белоца́рск). Em 1918, a cidade foi renomeada como Khem-Beldir (Хем-Белды́р) e, em 1926, recebeu seu nome atual: Quizil.
Em setembro de 2004, Quizil celebrou seu 90.º aniversario como cidade e o 60.º aniversario da anexação de Tuva à União Soviética.

## Cultura
Edificações de importância cultural e política em Quizil incluem o Parlamento Tuvano, o Teatro Nacional e o Centro Khoomei (oficialmente, Centro Científico Internacional Khoomei) dedicado ao estudo e ao ensino do khoomei, uma forma tradicional tuvana de cantar suas músicas típicas.

## Indústria
As principais atividades industriais de Quizil compreendem a produção de tijolos, moinhos, móveis e alimentos.

## Cidades irmãs
- Honolulu, Estados Unidos[4]

## Galeria

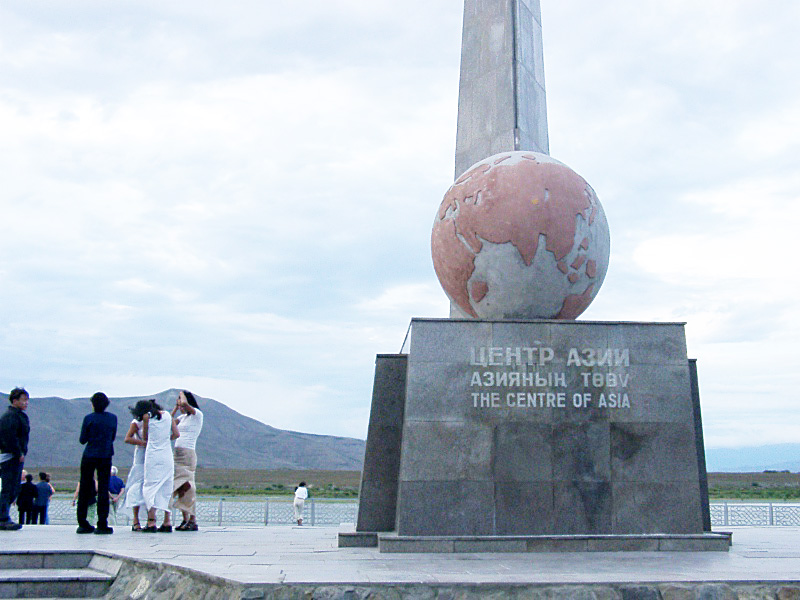
Quizil – Monumento que reclama estar no centro geográfico da Ásia
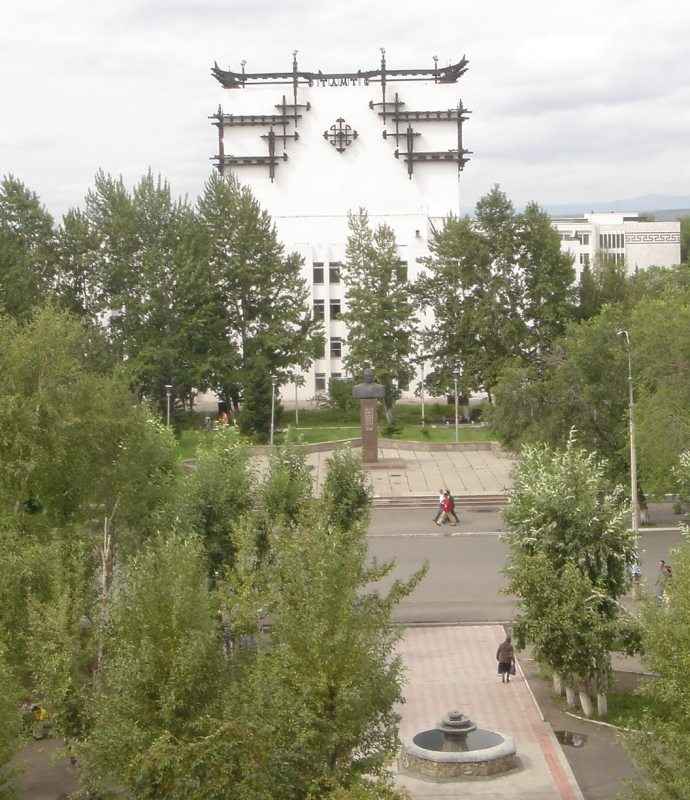
Musical Kok-Ool's – Teatro Dramático
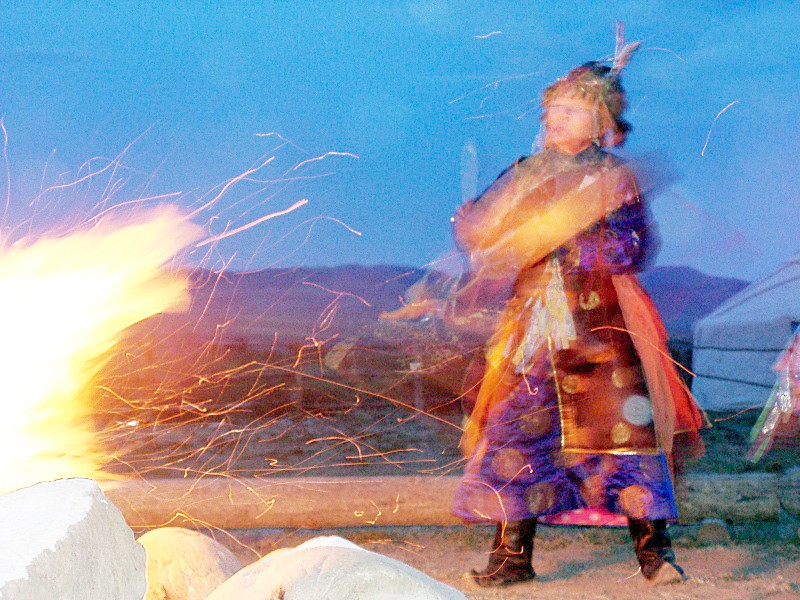
Dança dos Shamans, próximo de Quizil